# Persoonia
Persoonia este un gen de aproximativ o sută de specii de arbuști și copaci mici din subfamilia Persoonioideae, din marea și diversa familie de plante Proteaceae. În statele din estul Australiei, acestea sunt cunoscute drept geebung În timp ce florile sunt mici și nu sunt proeminente, arbuștii Persoonia sunt cunoscuți în Australia pentru frunzișul lor de un verde aprins.

## Descriere
Speciile Persoonia sunt de obicei arbuști, uneori copaci mici, și au în general scoarța netedă. Frunzele adulte sunt simple, de obicei dispuse alternativ, dar uneori în perechi opuse sau în verticile de câte trei sau patru. Dacă pețiolul este prezent, acesta este scurt. Florile sunt aranjate individual sau în raceme, de obicei de câteva flori, fie în axilele frunzelor sau pe capetele ramurilor. Uneori racemele continuă să crească într-o ramură frunzoasă. Tepalele sunt separate una de alta cu excepția bazei, au vârfurile răsucite în exterior și sunt de obicei de culoare galbenă. Există un singur stigmat deasupra ovarului, înconjurat de patru stamine. Fructul este o drupă ce conține una sau două semințe.

## Taxonomie și denumire
Genul Persoonia a fost descris oficial pentru prima dată în 1798 de către James Edward Smith, a cărui descriere a fost publicată în Transactions of the Linnean Society of London. Numele genului este în onoarea micologului și botanistului olandez Christiaan Hendrik Persoon. Smith nu a desemnat o specie tip, dar  Persoonia lanceolata a fost nominalizată în 1988 ca lectotip.
Termenul geebung este derivat din cuvântul din limba dharug geebung, în timp ce termenul în limba wiradjuri este jibbong. 
Studii moleculare hilogenetice indică faptul că Toronia, Garnieria și Acidonia se află în marele gen Persoonia.

## Răspândire și habitat
Toate speciile sunt endemice Australiei, deși o specie strâns înrudită, Toronia toru, este întâlnită în Noua Zeelandă și a fost descrisă anterior ca o specie în cadrul genului Persoonia. Plantele sunt larg răspândite în regiunile non-aride. O specie, P. pertinax, este întâlnită numai în Marele Deșert Victoria, în timp ce alte câteva specii apar în zona aridă, dar cele mai multe sunt concentrate în zonele subtropicale și temperate din Australia de sud-est și sud-vest, inclusiv Tasmania.
Cele mai multe specii sunt plante care cresc pe soluri bine drenate, acide, nisipoase sau pe bază de gresie, care sunt sărace în substanțe nutritive, deși o specie, Persoonia graminea, crește în mlaștini. Trei specii (P. acicularis, P. bowgada și P. hexagona) tolerează soluri ușor calcaroase, iar mai multe specii din sud-est cresc, uneori, pe soluri cu bazalt, deși acestea sunt neobișnuite. Cea mai mare diversitate de specii este întâlnită în zonele cu soluri pe bază de gresii și granit.

## Ecologie
Interacțiunile dintre microorganisme și speciile Persoonia sunt slab cunoscute, iar asociații micoriziene nu au fost raportate pentru nici o specie de Persoonioideae. Mai multe specii de Persoonia (P. elliptica, P. gunnii, P. longifolia, P. micranthera, P. muelleri) sunt cunoscute a fi extrem de sensibile la infecția în sălbăticie cu o specie de Oomycetes, Phytophthora cinnamomi, iar acest agent patogen este bănuit că ar fi responsabil pentru moartea a multor alte specii cultivate.
Comunitățile de plante sclerofile în care trăiesc și speciile Persoonia sunt, de obicei, medii predispuse la foc, așadar speciile Persoonia s-au adaptat la incendii frecvente. Cele mai evidente modificări sunt caracteristici care permit plantelor să supraviețuiască incendiilor, chiar dacă sunt parțial arse. Multe specii, mai ales în sud-vest, sunt lignotuberoase, înmugurind de la nivelul solului după foc. Mai multe au dezvoltat o scoarță groasă care protejează mugurii epicormici, care se dezvoltă din trunchiuri și ramuri mari după foc. Cele mai interesante dintre acestea sunt cele patru specii cu scoarța ca de hârtie: P. falcata, P. levis, P. linearis și P. longifolia. Plantele care au muguri pe ramuri cu scoarța mai puțin protectoare includ P. amaliae, P. elliptica, P. katerae și P. stradbrokensis. Speciile sensibile la foc supraviețuiesc incendiilor prin semințe îngropate, care au tendința de a germina prolific după astfel de evenimente. Aceste specii par să necesite un interval de cel puțin opt ani între incendii, pentru a permite plantelor nou germinate să ajungă la maturitatea de reproducere și să creeze o nouă bancă de semințe. Procesele și tiparele naturale implicate în acest tip de ciclu de viață, inclusiv longevitatea semințelor, factorii de mediu care stimulează germinarea și chiar timpul dintre germinare și prima înflorire sunt aspecte încă puțin înțelese.
Interacțiunea dintre animale și speciile Persoonia care a fost cel mai bine studiată este cea dintre plante și polenizatorii acestora. Toate speciile care au fost studiate în detaliu sunt polenizate de o varietate de albine locale, dar mai ales de specii de Leioproctus, subgenul Cladocerapis (Colletidae), care rareori vizitează alte plante în afară de Persoonia. Comportamentul acestor albine pe florile Persoonia este destul de previzibil. Atât masculii, cât și femelele, aterizează pe platforma în formă de cruce creată de anterele curbate în exterior, se orientează pentru a fi cu fața către una dintre antere sau tepale, iar apoi coboară, cu fața în jos, între antere și stil, pentru a ajunge la cele două glande de o parte și de alta a bazei tepalei pentru a bea nectarul. Femelele adună granule de polen cu picioarele în timp ce consumă nectar. Insecta apoi se retrage în vârful florii, se întoarce la 180°, apoi repetă procesul pe cealaltă parte a florii. Un alt grup de specii în Leioproctus, subgenul Filiglossa, este de asemenea specializat în a se hrăni cu flori Persoonia, dar aceste mici albine par a fi mai mult „hoți” de nectar și polen, deoarece nu sunt polenizatori eficienți. Albina meliferă europeană (Apis mellifera), specie introdusă, este și ea un vizitator frecvent al florilor Persoonia în cele mai multe locuri, dar este încă neclar dacă această specie este polenizator eficient. Fructele cărnoase ale speciilor Persoonia sunt în mod clar adaptate pentru dispersarea de către animale, dar este încă neclar dacă cei mai importanți agenți sunt mamiferele, precum posumi și canguri pitici, sau păsările mari care zboară, precum currawong. Papagalii se hrănesc cu fructe Persoonia, dar fructele (și semințele) consumate de aceștia sunt necoapte și, prin urmare, interacțiunea lor cu aceste plante nu este simbiotică pe cât este prădătoare.

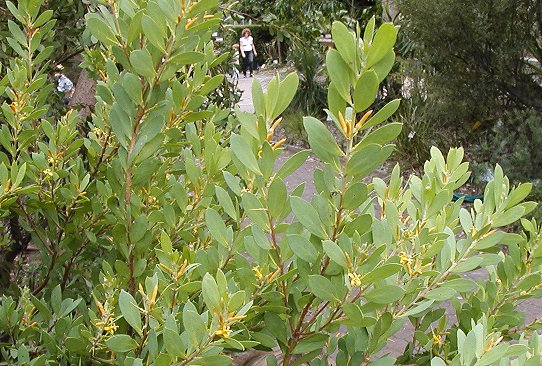
Persoonia lanceolata

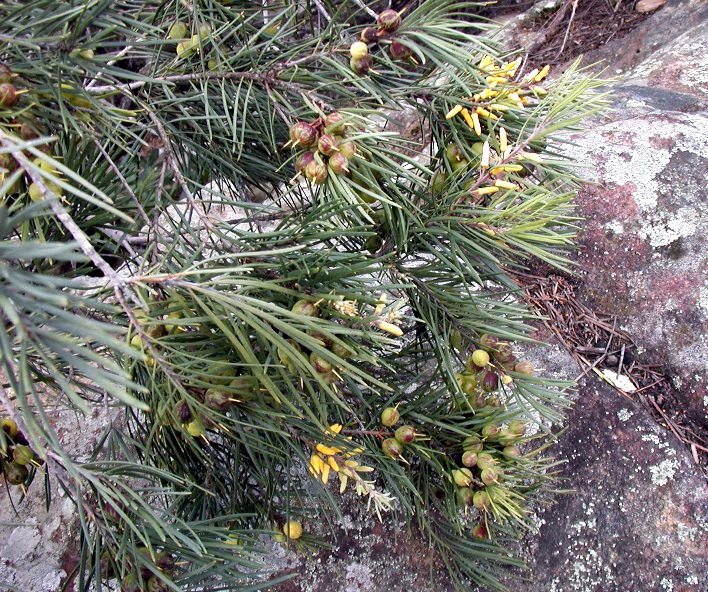
Persoonia linearis

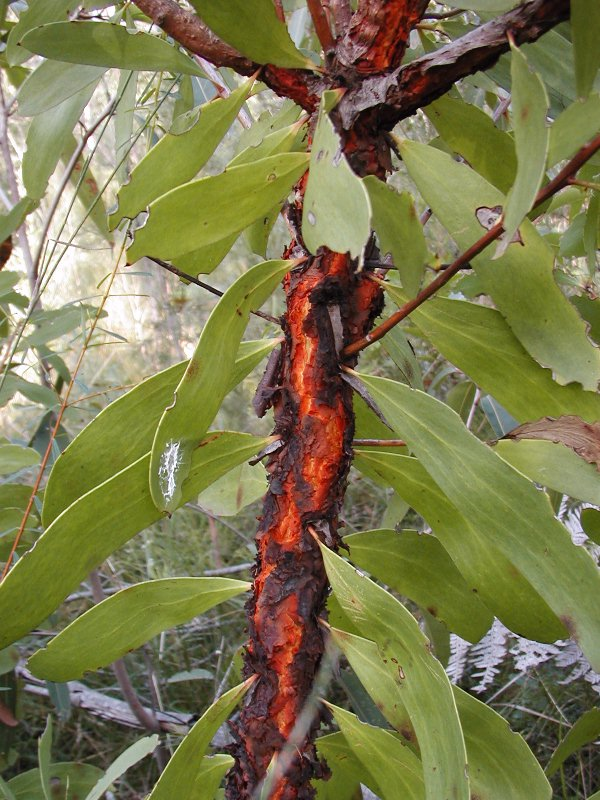
Persoonia levis

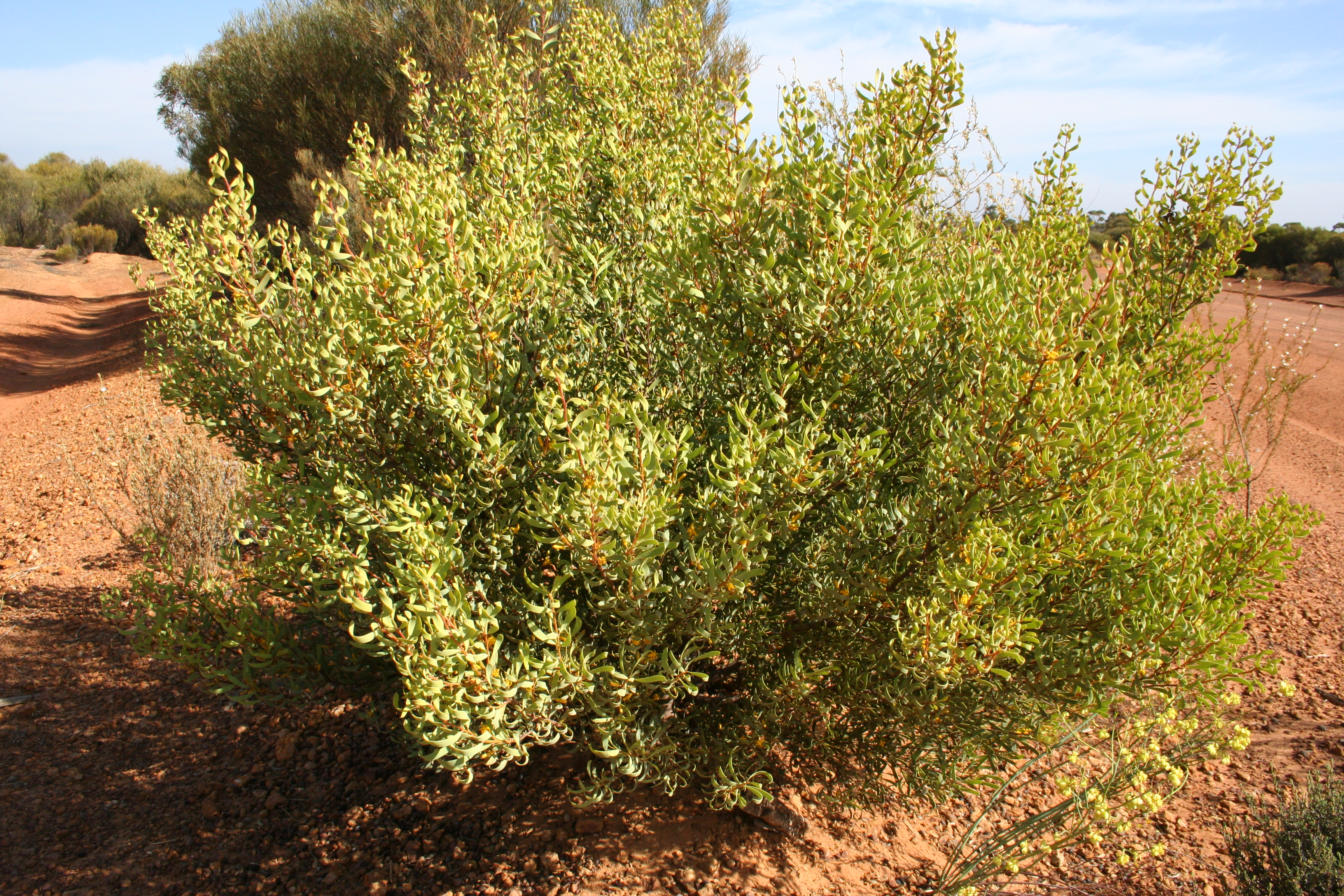
Persoonia coriacea

## Specii
- Persoonia acerosa
- Persoonia acicularis
- Persoonia acuminata
- Persoonia adenantha
- Persoonia amaliae
- Persoonia angustiflora
- Persoonia arborea
- Persoonia asperula
- Persoonia baeckeoides
- Persoonia bargoensis
- Persoonia biglandulosa
- Persoonia bowgada
- Persoonia brachystylis
- Persoonia brevifolia
- Persoonia brevirhachis
- Persoonia chamaepeuce
- Persoonia chamaepitys
- Persoonia chapmaniana
- Persoonia comata
- Persoonia confertiflora
- Persoonia conjuncta
- Persoonia cordifolia
- Persoonia coriacea
- Persoonia cornifolia
- Persoonia curvifolia
- Persoonia cuspidifera
- Persoonia cymbifolia
- Persoonia daphnoides
- Persoonia dillwynioides
- Persoonia elliptica
- Persoonia falcata
- Persoonia fastigiata
- Persoonia filiformis
- Persoonia flexifolia
- Persoonia glaucescens
- Persoonia graminea
- Persoonia gunnii
- Persoonia hakeiformis
- Persoonia helix
- Persoonia hexagona
- Persoonia hindii
- Persoonia hirsuta
- Persoonia inconspicua
- Persoonia iogyna
- Persoonia isophylla
- Persoonia juniperina
- Persoonia kararae
- Persoonia katerae
- Persoonia lanceolata
- Persoonia laurina
- Persoonia laxa
- Persoonia leucopogon
- Persoonia levis
- Persoonia linearis
- Persoonia longifolia
- Persoonia manotricha
- Persoonia marginata
- Persoonia media
- Persoonia micranthera
- Persoonia microphylla
- Persoonia mollis
- Persoonia moscalii
- Persoonia muelleri
- Persoonia myrtilloides
- Persoonia nutans
- Persoonia oblongata
- Persoonia oleoides
- Persoonia oxycoccoides
- Persoonia papillosa
- Persoonia pauciflora
- Persoonia pentasticha
- Persoonia pertinax
- Persoonia pinifolia
- Persoonia procumbens
- Persoonia prostrata
- Persoonia pungens
- Persoonia quinquenervis
- Persoonia recedens
- Persoonia rigida
- Persoonia rudis
- Persoonia rufa
- Persoonia rufiflora
- Persoonia saccata
- Persoonia saundersiana
- Persoonia scabra
- Persoonia sericea
- Persoonia silvatica
- Persoonia spathulata
- Persoonia stradbrokensis
- Persoonia striata
- Persoonia stricta
- Persoonia subtilis
- Persoonia subvelutina
- Persoonia sulcata
- Persoonia tenuifolia
- Persoonia teretifolia
- Persoonia terminalis
- Persoonia trinervis
- Persoonia tropica
- Persoonia virgata
- Persoonia volcanica